# Cyphostigma
Cyphostigma es un género de plantas con flores perteneciente a la familia Zingiberaceae. Comprende 13 especies.

## Especies seleccionadas
- Cyphostigma curtisii
- Cyphostigma diphyllum
- Cyphostigma exertum
- Cyphostigma kandariense
- Cyphostigma latiflorum
- Cyphostigma longitubum
- Cyphostigma pedicellatum
- Cyphostigma pubescens
- Cyphostigma pulchellum